# Син Чхэхо
Син Чхэхо (кор. 신채호, 8 декабря 1880 — 21 февраля 1936) — деятель движения за независимость Кореи, литератор, историк и анархист (в 1920-е гг.). Считается одним из основателей националистической историографии в современной Корее. Положительно оценивается историками как Южной, так и Северной Кореи.

## Биография
Родился 7 числа 11 месяца (по лунному календарю) 1880 года в деревне Торими волости Саннэ-мён уезда Хведок-хён провинции Чхунчхон-Намдо, Корея (сейчас — квартал Торими микрорайона Онам-дон района Чун-гу города Тэджон, Республика Корея).
Семья принадлежала к клану Сандонских Син, предком которого был известный учёный сановник, один из изобретателей корейского фонетического алфавита Син Сукчу (1417—1475). Син Чхэхо являлся потомком Син Сукчу в восемнадцатом поколении. Семья Син Чхэхо, несмотря на принадлежность к наследственной янбанской аристократии, жила бедно.
Дед Син Чхэхо, Син Сону (1829 — ?), дослужился до должности 4-го дополнительного ранга в Государственном цензорате (Сахонбу), но взяток, в отличие от многих сослуживцев, не брал, и жил в бедности после выхода в отставку в 1885 году, подрабатывая обучением детей клана Син древнекитайскому языку и литературе в частной школе (сасук).
Отец Син Чхэхо, Син Квансик, на государственной службе не состоял. Обучением Син Чхэхо в раннем детстве занимался дед, Син Сону, добившийся того, что подростком пятнадцати лет Син Чхэхо уже знал наизусть конфуцианское Четверокнижие (книги «Лунь Юй», «Мэнцзы» и две главы «Ли цзи», рассматривающиеся как самостоятельные трактаты: «Да сюэ» и «Чжун юн») и умел прилично сочинять стихи на древнекитайском языке.
Талантливым подростком заинтересовался самый влиятельный член клана Сандонских Син — Син Кисон (1851—1909), известный конфуцианский учёный, занимавший в середине 1890-х гг. ряд министерских постов в правительстве Кореи. Он взял Син Чхэхо под свою опеку и дал ему рекомендацию для поступления в столичный конфуцианский университет Сонгюнгван, где Син Чхэхо обучался в 1898—1905 гг., окончив его со степенью пакса («эрудит», часто переводится как «доктор наук»).
В период обучения в университете в корейской столице Ханъян (нынешний Сеул) Син Чхэхо начал знакомиться с европейской литературой Нового Времени в китайских и японских переводах, постепенно отходя от классического конфуцианства. В частности, уже в этот период у него созрели мысли о необходимости замены древнекитайского языка как языка литературы современным корейским языком.

### Политическая деятельность
По окончании Сонгюнгвана Син Чхэхо был взят на работу членом редколлегии ежедневной газеты Хвансон Синмун, где отвечал за написание редакционных передовиц. В 1907 году перешёл работать в более радикальную националистическую газету Тэхан Мэиль Синбо, и оставался там вплоть до перехода газеты в собственность японских колониальных властей в августе 1910 года.
Несколько написанных Син Чхэхо в этот период передовиц считаются шедеврами националистической публицистики. Син Чхэхо обличал пресмыкавшуюся перед японскими колонизаторами верхушку корейского общества, напоминал об абсолютности долга перед «большим я» (государством и этнической нацией) и призывал к созданию в Корее нового типа личности, не замыкающейся на клановых и семейных интересах и готовой к самопожертвованию во имя национального спасения.
Уже в этот период, однако, Син Чхэхо проявил интерес к японской анархистской литературе и к республиканским революционерам Европы (особенно преклонялся перед фигурой Мадзини). Уже к концу 1900-х гг. Син Чхэхо пришёл к мнению, что революционное насилие служит могучим орудием создания «сильных», «исторических» наций.
В 1910 году в знак протеста против колонизации Кореи Японией эмигрировал во Владивосток, где до 1913 года работал в местной корейской эмигрантской прессе. В 1913 году эмигрировал в Шанхай, где в то время проживал целый ряд корейских патриотов, не желавших оставаться на колонизированной японцами родине. В 1915 году переехал в Пекин, где, в совершенстве владея литературным китайским языком, сотрудничал в популярных газетах Чжунхуабао и Бэйцзин Жибао.
В 1919 году выезжал в Шанхай, где, как популярный публицист, был избран спикером Палаты представителей при Временном правительстве Кореи в Шанхае. Однако, будучи совершенно не согласен с линией президента Временного правительства Кореи Ли Сынмана на освобождение Кореи через «дипломатические усилия» (то есть ставкой на возможный американо-японский конфликт и покровительство США) и требуя подготовки к прямой вооружённой борьбе, вскоре покинул Шанхай и вернулся в Пекин.

### Переход к анархизму
В Пекине впервые соприкоснулся с марксистской литературой, привозившейся российскими корейцами-большевиками из Владивостока, и начал в 1920 году издание коммунистического журнала Согван («Рассвет»). К 1921 году перешёл на анархистские позиции, опасаясь, что централизованное государство нового типа, такое, как Советская Россия, снова сможет выступить в роли угнетателя по отношению к корейскому народу.
В 1921 году основал вместе с рядом других корейских анархистов журнал Чхонго («Небесный барабан»), где критиковал большевизм с анархистских позиций и знакомил читателя (как корейского, так и китайского — журнал издавался на литературном китайском языке) с новостями мирового национально-освободительного движения.
В начале 1920-х гг. Син Чхэхо сближается с Ыйёльданом (Союз энтузиастов справедливости), основанным в марте 1920 года боевой группой корейских патриотов, прославившейся целым рядом вооружённых акций против японских учреждений и высокопоставленных лиц в Китае и Корее в 1920—22-х гг.
Акции эти, однако, не пошатнули основ колониального господства, и под влиянием как Коминтерна (который через корейских коммунистов передал патриотам Ыйёльдана 10 тысяч царских золотых рублей на подпольную работу), так и анархистских идей руководство Ыйёльдана решило изменить курс и перейти к опоре на широкое массовое движение.
Новой идеологией Ыйёльдана стал написанный Син Чхэхо в 1923 году Манифест корейской революции (Чосон Хёнмён Сононсо), в которой единственным реальным методом освобождения корейских масс от колониального и классового гнёта признавалось всеобщее народное восстание. Отсутствие у корейских масс вооружения должно было, по мысли Син Чхэхо, искупаться массовостью и энтузиазмом восставших, их полным и совершенным отказом от всякого подчинения колониальным властям.

### Последние годы
В 1920-е годы жил в Пекине голодной жизнью — в 1924 году он даже ушел на несколько месяцев в буддийские монахи, чтобы избежать голодной смерти. Несмотря на крайнюю нужду, он продолжал активную литературную и общественно-политическую работу, став в 1925 году деятелем Восточной федерации анархистов (Муджонбуджуый Тонбан Ёнмэн).
Для того, чтобы обеспечить финансирование подпольной работы анархистов, попытался в мае 1928 года обналичить на Тайване подделанные его пекинскими коллегами чеки на сумму 2000 юаней, но был арестован японской полицией.
На суде держался мужественно, используя судебный процесс для пропаганды анархистских убеждений. Будучи приговорённым к 10 годам тюремного заключения, отказывался до самого конца от любых компромиссов с тюремной администрацией, в частности, от освобождения на поруки по болезни. Находясь в японской концессионной тюрьме Люйшуня (Порт-Артур), продолжал литературную работу. 
Умер 21 февраля 1936 года от переутомления и болезней.